# 緬甸內戰 (2021年至今)期間的軍事行動列表

緬甸內戰的軍事局勢

以下是緬甸內戰期間所發生衝突的列表。

## 戰鬥
進行中
  反緬甸國家管理委員會及民族武裝組織勝利
  其他結果
  緬甸軍政府勝利
| 名稱                 | 地點                                   | 開始日期        | 結束日期       | 結果                            |
| -------------------- | -------------------------------------- | --------------- | -------------- | ------------------------------- |
| 吉靈廟衝突           | 主要發生於吉靈廟鎮及吉靈廟鎮區周邊村莊 | 2021年3月28日   |                | 進行中                          |
| 丹西戰役             | 實皆省瑞保縣丹西鎮區                   | 2021年4月7日    |                | 進行中                          |
| 敏達戰役             | 欽邦敏達                               | 2021年4月24日   | 2021年5月12日  | 緬甸軍政府勝利                  |
| 第一次壘固戰役       | 克耶邦壘固鎮區                         | 2021年5月23日   | 2021年12月12日 | 停火                            |
| 木姐衝突             | 撣邦木姐鎮區                           | 2021年6月2日    | 2021年12月2日  | 無定論                          |
| 欽敦江襲擊           | 欽敦江                                 | 2021年5月26日   |                | 進行中                          |
| 代莫索戰役           | 克耶邦代莫索鎮區                       | 2021年5月24日   | 2021年6月15日  | 停火                            |
| 南卡襲擊             | 馬圭省甘高鎮區南卡村                   | 2021年6月1日}   | 2022年9月1日}  | 緬甸軍政府勝利                  |
| 2021年苗瓦迪衝突     | 克倫邦苗瓦迪鎮區                       | 2021年6月2日    | 2021年12月28日 | 無定論                          |
| 2021年曼德勒宿舍襲擊 | 曼德勒                                 | 2021年6月22日}  | 2021年6月22日} | 緬甸軍政府勝利                  |
| 敏塔戰役             | 馬圭省甘高鎮區敏塔村                   | 2021年9月9日}   | 2021年9月13日} | 緬甸軍政府勝利                  |
| 坦德朗戰役           | 坦德朗鎮區                             | 2021年9月19日   |                | 進行中                          |
| 卡欽台戰役           | 克钦邦瑞古鎮區卡欽台                   | 2021年11月25日  | 2021年11月25日 | 無定論                          |
| 雷格高戰役           | 緬甸苗瓦迪鎮區雷格高                   | 2021年12月14日} | 2024年3月31日} | KNU與PDF勝利                    |
| 代莫索戰役 (2022)    | 克耶邦代莫索縣代莫索鎮                 | 2022年1月1日    |                | 進行中                          |
| 第二次壘固戰役       | 壘固鎮區                               | 2022年1月6日    | 2022年2月8日   | 無定論                          |
| 高加力戰役           | 高加力鎮區                             | 2022年10月21日  | 2022年10月21日 | 緬甸軍政府勝利                  |
| 提卜瓦圍城戰         | 欽邦                                   | 2022年11月15日  | 2023年11月15日 | 反國家管理委員會勝利            |
| 梅塞戰役             | 梅塞鎮區                               | 2023年2月19日   | 2023年6月14日  | 反國家管理委員會勝利            |
| 水溝谷攻勢           | 苗瓦迪鎮區水溝谷                       | 2023年4月1日    | 2023年4月11日  | 國家管理委員會勝利              |
| 卡瑙行動             | 曼德勒省北部                           | 2023年7月15日   | 2023年9月27日  | 反國家管理委員會勝利            |
| 清水河戰役           | 中緬邊境清水河鎮清水河區               | 2023年10月27日  | 2023年11月1日  | 克倫民族聯盟勝利                |
| 1027行動             | 撣邦北部                               | 2023年10月27日  |                | 進行中                          |
| 塔旺塔曼行動         | 馬德亞鎮區                             | 2023年10月28日  |                | 進行中                          |
| 1107行動             | 克耶邦                                 | 2023年11月7日   |                | 進行中                          |
| 第三次壘固戰役       | 克耶邦                                 | 2023年11月11日  |                | 進行中                          |
| 老街戰役             | 果敢自治區                             | 2023年11月15日  | 2024年1月5日   | 緬甸民族民主同盟軍（MNDAA）勝利 |
| 2024若開軍攻勢       | 若開邦                                 | 2023年11月13日  |                | 進行中                          |
| 南散戰役             | 巴朗自治區南散鎮區南散                 | 2023年12月10日  | 2023年12月15日 | 德昂民族解放軍（TNLA）勝利      |
| 景脫戰役             | 欽邦                                   | 2023年12月22日  | 2024年5月1日   | 反國家管理委員會勝利            |
| 0307行動             | 克欽邦                                 | 2024年3月7日    |                | 進行中                          |
| 苗瓦迪圍城戰         | 苗瓦迪鎮區                             | 2024年4月6日    | 2024年4月24日  | 國家管理委員會勝利              |
| 臘戍戰役             | 臘戍縣                                 | 2024年7月2日    | 2024年8月3日   | 緬甸民族民主同盟軍（MNDAA）勝利 |
| 布德林戰役           | 布德林鎮區                             | 2024年9月30日   | 2024年9月30日  | 抵抗軍勝利                      |